# Maksym Koval'ov
Maksym Serhijovyč Koval'ov (in ucraino Максим Сергійович Ковальов?; Alčevs'k, 20 marzo 1989) è un calciatore ucraino, difensore dell'Ahrotech Tyškivka.

## Palmarès

### Club

#### Competizioni nazionali
- Perša Liha: 1

Zirka: 2015-2016